# Karl Grausgruber
Karl Grausgruber (* 1947 in Korneuburg) ist ein österreichischer Maler.

## Leben
Nach mehrjähriger theoretischer, technischer und künstlerischer Ausbildung beschäftigt er sich mit Malerei auf Bildträgern wie Plexiglas, Folie und Transparentpapier. Er lebt in Ried im Innkreis und in Linz. Er ist u. a. Mitglied der Innviertler Künstlergilde und der Berufsvereinigung der bildenden Künstler Österreichs.